# Hugh Sachs
Hugh Sachs est un acteur britannique né le 25 février 1964 à Manchester en Angleterre.

## Filmographie

### Cinéma
- 1995 : Mad Dogs and Englishmen : Brooks
- 2000 : Gangsters, Sex and Karaoke
- 2004 : Gladiatress : l'avocat
- 2006 : Like Minds : Rev Donaldson
- 2009 : Beyond the Fire : Père Brendan
- 2010 : Casse-Noisette, l'histoire jamais racontée : Tinker
- 2017 : National Theatre Live : comte Franz Orsini-Rosenberg
- 2018 : Medusa's Ankles : le mari
- 2018 : Beauty : Sickle
- 2022 : Calm Ordinary : Bryan

### Télévision
- 1993 : Minder : Kenny (1 épisode)
- 1999 : Aristocrats : Charles James Fox (4 épisodes)
- 2001 : Larry et Balki : le réceptionniste (1 épisode)
- 2003 : Casualty : Martin Harrington (1 épisode)
- 2003 : La Dynastie des Forsyte : Coombes (1 épisode)
- 2003 : Affaires non classées : Usher (1 épisode)
- 2003 : La Fureur dans le sang : l'assistant de l'évêque (1 épisode)
- 2005 : M.I.T.: Murder Investigation Team : Dr Charles Renfield (4 épisodes)
- 2005 : Meurtres à l'anglaise : Steve (1 épisode)
- 2005 : Femmes de footballeurs : Dr Rose (1 épisode)
- 2005 : Rome : un membre du clergé (1 épisode)
- 2006 : Les Pêcheurs de coquillages : Roy Brookner (2 épisodes)
- 2007 : Inspecteur Barnaby : Harold Bumstead (1 épisode)
- 2007-2012 : Benidorm : Gavin Ramsbottom (34 épisodes)
- 2010 : Ma tribu : Rupert (1 épisode)
- 2015 : The Interceptor : De Carlo (1 épisode)
- 2019 : Les Enquêtes de Morse : Révérend Postill (1 épisode)
- 2019 : Holby City : Galvo Daniel Kenny (1 épisode)
- 2020-2023 : La Chronique des Bridgerton : Brimsley
- 2022 : Andor : Sénateur Dhow (1 épisode)
- 2023 : La Reine Charlotte : Un chapitre Bridgerton : Brimsley